# Гартсгорн (Оклахома)
Гартсгорн (англ. Hartshorne) — місто (англ. city) в США, в окрузі Піттсбург штату Оклахома. Населення — 1947 осіб (2020).

## Географія
Гартсгорн розташований за координатами 34°50′17″ пн. ш. 95°33′32″ зх. д. / 34.83806° пн. ш. 95.55889° зх. д. (34.838064, -95.558771).  За даними Бюро перепису населення США в 2010 році місто мало площу 9,31 км², з яких 8,96 км² — суходіл та 0,35 км² — водойми.

## Демографія
Згідно з переписом 2010 року, у місті мешкало 2125 осіб у 850 домогосподарствах у складі 551 родини. Густота населення становила 228 осіб/км².  Було 991 помешкання (106/км²).
Расовий склад населення:
| - 65,9 % — білих - 20,3 % — корінних американців - 2,5 % — чорних або афроамериканців - 0,2 % — азіатів - 0,1 % — вихідців з тихоокеанських островів - 1,1 % — осіб інших рас |

До двох чи більше рас належало 9,7 %. Частка іспаномовних становила 3,6 % від усіх жителів.
За віковим діапазоном населення розподілялося таким чином: 26,3 % — особи молодші 18 років, 57,1 % — особи у віці 18—64 років, 16,6 % — особи у віці 65 років та старші. Медіана віку мешканця становила 37,7 року. На 100 осіб жіночої статі у місті припадало 95,1 чоловіків;  на 100 жінок у віці від 18 років та старших — 92,5 чоловіків також старших 18 років.
Середній дохід на одне домашнє господарство  становив 59 948 доларів США (медіана — 42 875), а середній дохід на одну сім'ю — 73 618 доларів (медіана — 54 286). За межею бідності перебувало 17,4 % осіб, у тому числі 19,4 % дітей у віці до 18 років та 12,8 % осіб у віці 65 років та старших.
Цивільне працевлаштоване населення становило 887 осіб. Основні галузі зайнятості: освіта, охорона здоров'я та соціальна допомога — 29,4 %, виробництво — 12,7 %, сільське господарство, лісництво, риболовля — 9,6 %, публічна адміністрація — 9,1 %.